# David Padilla
David Padilla Arancibia est un homme d'État bolivien né le 13 août 1927 à Sucre et mort le 25 septembre 2016 à La Paz. Il est président de la Bolivie de novembre 1978 à août 1979.

## Biographie
Diplômé de l'École militaire de La Paz en 1948, il gravit les échelons et devient général de l'armée bolivienne. En 1978, il dirige avec brio un coup d'État militaire sans effusion de sang et sans victime contre le gouvernement de facto de Juan Pereda Asbún avec l'objectif de réinstaurer la démocratie dans le pays. En conséquence, il devient président de la République, le 24 novembre 1978.
Au cours de son mandat, Padilla Arancibia a créé la Confédération syndicale unique des travailleurs paysans de Bolivie, a permis aux universités de retrouver leur autonomie universitaire en abrogeant la loi fondamentale des universités décrétée par l'ancien président de facto Hugo Banzer Suárez et a organisé le centenaire des revendications maritimes de la Bolivie,. 
Il convoque des élections générales, le 1er juillet 1979, qui sont remportées par Hernán Siles Zuazo. Aucun candidat n'ayant obtenu la majorité absolue, il revenait au Congrès national de choisir parmi les trois candidats ayant obtenu davantage de voix, le candidat qui allait être nommé président. Incapable de parvenir à une entente, le Congrès décide de nommer de manière intérimaire le président du Sénat, Wálter Guevara Arze jusqu'à la tenue de nouvelles élections, l'année suivante. 
Le 8 août 1979, après treize ans de gouvernements militaires, Padilla Arancibia devient le premier militaire à remettre le pouvoir à un président constitutionnel,. 
Ayant eu comme objectif le rétablissement de la démocratie après une succession de plusieurs dictatures militaires, Padilla Arancibia demeure un chef d'État respecté, ce qui constitue une rareté pour un militaire ayant orchestré un coup d'État. La Chambre des sénateurs a d'ailleurs rendu un hommage posthume au président Padilla peu de temps après son décès en 2016. 